# 森鸡科
森鸡科（学名：Sylviornithidae）是一类分布于大洋洲的不飞鸟类，传统上被归入鸡形目，但近期的研究发现其不属于冠群鸡形目，因此放入“泛鸡形目”中。长久以来，森鸡科背视为只包含了森鸡属一个属的单型科，但近期的研究显示，斐济巨鸡属同样属于这个类群。